# Miss Island

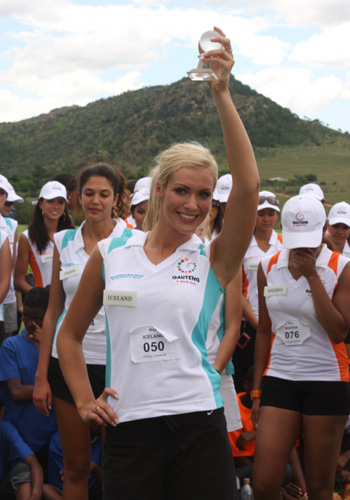
Alexandra Helga Ívarsdóttir, (Miss Island 2008)

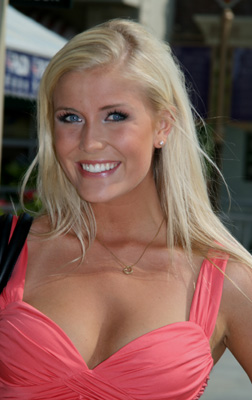
Johanna Vala, (Miss Island 2007)

Miss Islanda este un concurs de frumusețe, care are loc pe plan național, aproape anual în Islanda. La concurs pot participa numai femei necăsătorite. Concursul a avut loc pentru prima oară în anul 1950, pe atunci se numea Miss Reykjavik (Ungfrú Reykjavík), din anul 1954 se numește Miss Island (Ungfrú Ísland). Preliminariile concursului sunt precedate de 6 concursuri regionale. De aici sunt selectate 20 - 24 de candidate, din care 3 sau 4 provin din fiecare regiune. Câștigătoarele iau parte la concursurile Miss World, Miss Universe, Miss Europe și Miss Scandinavia.

## Câștigătoarele concursului
| Jahr    | Miss Island                     |
| ------- | ------------------------------- |
| 1950    | Kolbrún Jónsdóttir              |
| 1951-53 | n-a avut loc                    |
| 1954    | Ragna Ragnarsdóttir             |
| 1955    | Arna Hjörleifsdóttir            |
| 1956    | Ágústa Guðmundsdóttir           |
| 1957    | Bryndís Schram                  |
| 1958    | Sigríður Þorvaldsdóttir         |
| 1959    | Sigríður Geirsdóttir            |
| 1960    | Sigrún Ragnarsdóttir            |
| 1961    | María Guðmundsdóttir            |
| 1962    | Guðrún Bjarnadóttir             |
| 1963    | Thelma Ingvarsdóttir            |
| 1964    | Pálína Jónmundsdóttir           |
| 1965    | Sigrún Vignisdóttir             |
| 1966    | Kolbrún Einarsdóttir            |
| 1967    | Guðrún Pétursdóttir             |
| 1968    | Jónína Konráðsdóttir            |
| 1969    | María Baldursdóttir             |
| 1970    | Erna Jóhannesdóttir             |
| 1971    | Guðrún Valgarðsdóttir           |
| 1972    | Þórunn Símonardóttir            |
| 1973    | Katrin Gisladóttir              |
| 1974    | Anna Björnsdóttir               |
| 1975    | Helga Eldon                     |
| 1976    | Guðmunda Hulda Jóhannesdóttir   |
| 1977    | Kristjana Þráinsdóttir          |
| 1977    | Anna Björk Eðvarðsdóttir        |
| 1978    | Halldóra Björk Jónsdóttir       |
| 1979    | Kristín Bernharðsdóttir         |
| 1980    | Elisabet Traustadóttir          |
| 1981    | n-a avut loc                    |
| 1982    | Guðrún Möller                   |
| 1983    | Unnur Steinsson                 |
| 1984    | Berglind Johansen               |
| 1985    | Halla Bryndís Jónsdóttir        |
| 1986    | Gigja Birgisdóttir              |
| 1987    | Anna Margrét Jónsdóttir         |
| 1988    | Linda Pétursdóttir              |
| 1989    | Hugrún Linda Guðmundsdóttir     |
| 1990    | Ásta Sigríður Einarsdóttir      |
| 1991    | Svava Haraldsdóttir             |
| 1992    | María Rún Hafliðadóttir         |
| 1993    | Svala Björk Arnardóttir         |
| 1994    | Margrét Skúladóttir Sigurz      |
| 1995    | Hrafnhildur Hafsteinsdóttir     |
| 1996    | Sólveig Lilja Guðmundsdóttir    |
| 1997    | Harpa Lind Harðardóttir         |
| 1998    | Guðbjörg Hermannsdóttir         |
| 1999    | Katrín Rós Baldursdóttir        |
| 2000    | Elín Málfríður Magnúsdóttir     |
| 2001    | Ragnheiður Guðfinna Guðnadóttir |
| 2002    | Manuela Ósk Harðardóttir        |
| 2003    | Ragnhildur Steinunn Jónsdóttir  |
| 2004    | Hugrún Harðardóttir             |
| 2005    | Unnur Birna Vilhjálmsdóttir     |
| 2006    | Sif Aradóttir                   |
| 2007    | Jóhanna Vala Jónsdóttir         |
| 2008    | Alexandra Helga Ívarsdóttir     |
| 2009    | Guðrún Dögg Rúnarsdóttir        |